# دارين جونز
دارين جونز (بالإنجليزية: Darren Jones)‏ (26 أغسطس 1983 نيوبورت المملكة المتحدة - ) هو لاعب كرة قدم بريطاني يلعب كمدافع.

## وصلات خارجية
دارين جونز على موقع قاعدة بيانات كرة القدم.إي يو (الإنجليزية)
- دارين جونز على موقع Soccerbase.com (لاعب) (الإنجليزية)